# 天津二
天津二（天鵝座δ ，縮寫δ Cyg）是一顆聯星，其組合星等是天鵝座的第三亮星。它也是北十字 (星群)的一部分，其中最亮的恒星是天津四（天鵝座α）。根據在依巴谷衛星任務期間獲得的視差量測，天津二距離太陽大約165光年（51秒差距）。
天津二的兩個組成部分被命名為天津二A（官方名稱為Fawaris ）/fəˈwɛərɪs/)和天津二B。距離較遠的是一顆個微弱的第三顆成員：一顆12等星，正在和其他恆星一起移動。它們一起形成一個三合星系統。

## 命名法
天津二（拉丁名稱是Delta Cygni）是聯星，它的拜耳名稱是天鵝座δ。將這兩個組成部分命名為天津二A和B是源於源於華盛頓多星目錄（WMC）對多星系統使用的約定，並由國際天文學聯合會（IAU）採用。
傳統上，天津二在國際上沒有正式的名稱。它與天鵝座ζ、ε和γ一起，是星群北十字的橫桿，屬於阿拉伯語“al-Fawāris”（1604；فواس）的成員，在阿拉伯語方言中表示"騎手"。在2016年，IAU的恆星名稱工作組（WGSN）對恆星的專有名稱進行編目和標準化。WGSN决定將專有名稱歸屬於單個恒星，而不是整個恆星系統。在2018年6月1日核定天津二A的專屬名稱是Fawaris，現時已列入核定的恆星名稱清單內。
在中國，它與天鵝座γ、30、α、ν、τ和υ、ζ和ε組成一個星官「天津」，意思是「天河上的渡口」，屬於28星宿的女宿。因此，天鵝座δ的中文名字是天津二，表示是天津的第二顆星。

## 性質
主星天津二A是一顆藍白色的巨星，屬於光譜分類為B9，表面溫度10,500K。它正接近其主序星生命階段的終點，其光度為太陽光度的155倍，半徑為5.13太陽半徑，質量約為2.93太陽質量。像許多炙熱的恒星一樣，它的自轉速度很快，在赤道至少為135km/s，大約是太陽的60倍。
鄰近的伴星天津二B是一顆黃白色F-型主序星，視星等6.33，光度約為太陽的6倍，質量約為太陽的1.5倍。這兩顆恆星以157AU的平均距離和780年的軌道週期彼此互繞著。
更遙遠的第三顆星是一顆橙色的橙矮星，視星等為12等，質量只有太陽的三分之二。
看似一顆星的天津二光譜類型為A0IV。從地球上看，整個三合星系統的視星等為2.87。但懷疑A和B的亮度不同。據報導，天津二A在的視星等於1951年在2.85和2.89之間變化，天津二B於1837年在6.3和8.5之間變化。但這兩顆恆星的變異性尚未得到證實。

## 北極星
天津二是一顆肉眼可見的恆星，位於地球北極穿過天球的進動路徑3°範圍內。在大約西元11,250年的至少四個世紀裏，它可能會被認為是一顆北極星，這是現時由距離進動軌跡只有0.5°的勾陳一持有的頭銜。
| 前任者 | 北極星                     | 繼任者 |
| ------ | -------------------------- | ------ |
| 天津四 | ～11,000 AD 至 ～11,500 AD | 織女星 |

其它可以成為北極星的恆星是：
- 武仙座的七公二 (武仙座τ)
- 仙王座的天鈎五( (仙王座α)
- 仙王座的少衛增八 (仙王座γ)
- 天龍座的少尉(紫薇右垣二，天龍座κ星)
- 天龍座的右樞 (紫薇右垣一，天龍座α)

## 外部連結
- Marshall "Roc" Burns,  My Nickname: The Mythological Roc （页面存档备份，存于） - TheRoc.net
- James B. "Jim" Kaler, DELTA CYG (Delta Cygni) - STARS
- Alan M. MacRobert,  Understanding Celestial Coordinates - Sky & Telescope
- Richard Powell, The Brightest Stars （页面存档备份，存于） - An Atlas of The Universe